# Gilbert Mushangazhike
Gilbert Mushangazhike (ur. 11 sierpnia 1975 w Harare) – zimbabwejski piłkarz grający na pozycji napastnika.

## Kariera klubowa
Karierę piłkarską Mushangazhike rozpoczął w klubie Fire Batteries Chitungwiza. W 1992 roku zadebiutował w jego barwach w zimbabwejskiej Premier League. Grał w nim do 1995 roku, a w 1996 roku wyjechał do Niemiec. Został wówczas zawodnikiem Kickers Emden i przez rok występował w Regionallidze.
W 1997 roku Mushangazhike odszedł do południowoafrykańskiego Manning Rangers z Durbanu. Należał do najskuteczniejszych zawodników drużyny i przez 5 lat strzelił dla niej 64 gole w Premier Soccer League. W latach 2003–2007 Zimbabwejczyk występował w chińskim Jiangsu Shuntian w rozgrywkach League One.
W 2007 roku Mushangazhike wrócił do Republiki Południowej Afryki i podpisał kontrakt z Orlando Pirates z Johannesburga. W 2009 roku wywalczył wicemistrzostwo kraju, a następnie odszedł do Mpumalangi Black Aces. Następnie grał w suazyjskim Manzini Sundowns FC (2013-2014) i rodzimym Black Rhinos FC (2013-2014).
| Sezon   | Klub                       | Kraj              | Rozgrywki      | Mecze | Bramki |
| ------- | -------------------------- | ----------------- | -------------- | ----- | ------ |
| 1992    | Fire Batteries Chitungwiza | Zimbabwe          | Premier League | ?     | ?      |
| 1993    | Fire Batteries Chitungwiza | Zimbabwe          | Premier League | ?     | ?      |
| 1994    | Fire Batteries Chitungwiza | Zimbabwe          | Premier League | ?     | ?      |
| 1995    | Fire Batteries Chitungwiza | Zimbabwe          | Premier League | ?     | ?      |
| 1996/97 | Kickers Emden              | Niemcy            | Regionalliga   | ?     | ?      |
| 1997/98 | Manning Rangers            | Południowa Afryka | Premier League | 19    | 5      |
| 1998/99 | Manning Rangers            | Południowa Afryka | Premier League | 38    | 13     |
| 1999/00 | Manning Rangers            | Południowa Afryka | Premier League | 29    | 11     |
| 2000/01 | Manning Rangers            | Południowa Afryka | Premier League | 35    | 17     |
| 2001/02 | Manning Rangers            | Południowa Afryka | Premier League | 32    | 18     |
| 2003    | Jiangsu Shuntian           | Chiny             | League One     | 25    | 13     |
| 2004    | Jiangsu Shuntian           | Chiny             | League One     | 30    | 8      |
| 2005    | Jiangsu Shuntian           | Chiny             | League One     | 12    | 8      |
| 2006    | Jiangsu Shuntian           | Chiny             | League One     | 22    | 6      |
| 2007    | Jiangsu Shuntian           | Chiny             | League One     | 22    | 5      |
| 2007/08 | Orlando Pirates            | Południowa Afryka | Premier League | 14    | 5      |
| 2008/09 | Orlando Pirates            | Południowa Afryka | Premier League | 13    | 2      |
| 2009/10 | Mpumalanga Black Aces FC   | Południowa Afryka | Premier League | 11    | 0      |
| 2010/11 | Manzini Sundowns FC        | Eswatini          | Premier League | ?     | ?      |
| 2011/12 | Manzini Sundowns FC        | Eswatini          | Premier League | ?     | ?      |
| 2012/13 | Manzini Sundowns FC        | Eswatini          | Premier League | ?     | ?      |
| 2013    | Black Rhinos FC            | Zimbabwe          | Premier League | ?     | ?      |
| 2014    | Black Rhinos FC            | Zimbabwe          | Premier League | ?     | ?      |

## Kariera reprezentacyjna
W reprezentacji Zimbabwe Mushangazhike zadebiutował w 1997 roku. W 2006 roku w Pucharze Narodów Afryki 2006 zagrał w jednym spotkaniu, z Ghaną (2:1). Od 1997 do 2008 rozegrał w kadrze narodowej 26 meczów i strzelił 8 goli.